# Rosemary Sullivan
Rosemary Sullivan (geboren 29. August 1947 in Valois, Pointe-Claire) ist eine kanadische Schriftstellerin und Literaturwissenschaftlerin.

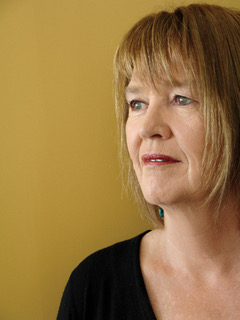
Rosemary Sullivan (2007)

## Leben
Rosemary Sullivan besuchte die McGill University und machte 1968 ihren B.A. Danach studierte sie an der University of Connecticut (M.A. 1969) und wurde 1972 an der University of Sussex mit einer Dissertation über den amerikanischen Lyriker Theodore Roethke promoviert.
Sullivan nahm danach Lehraufgaben an der Universität Dijon und Universität Bordeaux wahr, ging 1974 an die University of Victoria und wurde 1977 Dozentin an der University of Toronto, wo sie bis zu ihrer Emeritierung lehrte, forschte und publizierte. Sie engagierte sich bei Amnesty International und führte 1980 einen internationalen Kongress durch. Sullivan war Trudeau Fellow, im Jahr 1992 Guggenheim Fellow, war Jackman Humanities Fellow  und Killam Fellow.
Sullivan erhielt 1987 für ihren ersten Gedichtband The Space a Name Makes  einen Gerald Lampert Award. Ihre Biographie von Elizabeth Smart By Heart wurde 1991 für den Governor General's Award for Non-Fiction nominiert. Ihre Biographie über die Dichterin Gwendolyn MacEwen aus dem Jahr 1995 erhielt den Governor General's Award for Non-Fiction, den Canadian Authors’ Association Award for Non-Fiction, die University of British Columbia's President’s Medal for Biography und den City of Toronto Book Award. Für ihr Buch Villa Air-Bel über die Rettungsaktion von Varian Fry in Südfrankreich 1940/41 erhielt sie 2007 den Canadian Society for Yad Vashem Prize in Holocaust History. 2008 erhielt sie eine Lorne Pierce Medal für Literatur von der Royal Society of Canada. Ihre 2015 erschienene Biografie der Stalin-Tochter Swetlana Allilujewa wurde vielfach ausgezeichnet, erhielt den Hilary Weston Writers' Trust Prize und stand auf der Shortlist des American Pen Award for Biography und des National Book Critics Circle Award.
Sullivans im Jahr 2022 herausgekommener Bericht zu neuen Untersuchungen über den Verrat an der Familie Anne Franks 1944 geriet bei Erscheinen in die Kritik. Im März 2022 hat der Verlag Ambo/Anthos den Titel Der Verrat an Anne Frank – Eine Ermittlung zurückgerufen.

## Werke (Auswahl)
- The Garden Master: The Poetry of Theodore Roethke. 1975
- (Mhrsg.): Elements of Fiction. 1982. (Anthologie)
- (Hrsg.): Stories by Canadian Women. 1984. (Anthologie)
- The Space a Name Makes. 1986. (Lyrik)
- (Hrsg.): Poetry in English: An Anthology. 1987
- (Hrsg.): Poetry by Canadian Women. 1989. (Anthologie)
- Blue Panic. 1991. (Lyrik)
- By Heart: Elizabeth Smart, a Life. 1991
- Shadow Maker: The Life of Gwendolyn MacEwen. 1995
- The Red Shoes: Margaret Atwood Starting Out. 1998
- Arlene Lampert, Rosemary Sullivan (Hrsg.): The selected poems of Jeni Couzyn. Toronto : Exile Editions, 2000
- The Bone Ladder: New and Selected Poems. 2000. (Lyrik)
- (Hrsg.): Oxford Book of Stories by Canadian Women in English. 2000. (Anthologie)
- Labyrinth of Desire: Women, Passion, and Romantic Obsession. 2001
- Memory Making: Selected Essays. 2001
- Cuba: Grace Under Pressure. 2003
- Mark Levene, Rosemary Sullivan (Hrsg.): Short Fiction, An Anthology. 2003
- Villa Air-Bel: World War II, Escape, and a House in Marseille. 2006
- The Guthrie Road. 2009
- Molito. 2011. Kinderbuch
- Stalin's Daughter: The Extraordinary and Tumultuous Life of Svetlana Alliluyeva. 2015
- The Betrayal of Anne Frank: A Cold Case Investigation. New York, NY : Harper, 2022